# Леви бен Гершом
Леви́ бен Гершо́м (ивр. לוי בן גרשום‎, известный также как Леви́ бен Герсо́н, Лев Герсони́д, лат. Gersonides или Ралба́г, ивр. רַלְבַּ"ג‎; 1288, Баньоль-сюр-Сез, Франция — 20 апреля 1344, Перпиньян) — средневековый еврейский учёный-универсал: философ, математик, астроном, комментатор Писания и знаток Талмуда. Упоминается также под именами Маэстро Лео де Баньоль (фр. Léon de Bagnols), Магистр Лев Еврейский (лат. Magister Leo Hebraeus), Бен Гершон и Гершуни.
Является автором сочинений на иврите по математике, астрономии, философии, богословию, физике, метеорологии и астрологии. Изобретённый им астрономический и навигационный прибор «Посох Якова» нашёл применение в мореплавании; по некоторым сведениям, именно этот прибор использовали Христофор Колумб и Васко да Гама. Часть трудов Герсонида была переведена на латинский язык и высоко оценивалась учёными эпохи Возрождения. Многие историки философии считают его величайшим (и во многих отношениях более радикальным) еврейским философом после Маймонида. Универсальность личности Леви бен Гершома, его гуманизм и рационализм позволяют считать его одним из первых представителей Ренессанса в еврейской и европейской культуре.
В честь Леви бен Гершома назван кратер Рабби Леви на Луне.

## Биография
О жизни Ралбага сохранилось не так много сведений. Он жил в городах Южной Франции Оранже и Авиньоне, где во время правления герцога Анжуйского, а позднее и римского папы, к евреям проявляли относительную терпимость. По свидетельству Авраама Закуто, Ралбаг был сыном известного учёного и талмудиста, последователя Маймонида, Гершона бен Шломо из Безье, автора трёхтомной энциклопедии «Врата небес» (напечатана в 1547 году в Венеции), посвящённого физике, метафизике и астрономии. Брат Ралбага, Соломон, был личным врачом римского папы Бенедикта XII в Авиньоне и помогал переводить сочинения Леви на латинский язык. По-видимому, дедом Леви по матери был автор книги «Диадема милости» Леви бен Авраам бен Хаим, ставший излюбленной мишенью нападок еврейских противников философии.
Неизвестно, владел ли Ралбаг латинским, арабским или провансальским языками; впервые обнаруженный в 1975 году Жераром И. Вайлем (Gérard E. Weil), собственноручно написанный Ралбагом, список книг из его библиотеки, перечисляет 168 манускриптов, и все они на иврите. Из них — четыре экземпляра «Путеводителя растерянных» Маймонида, причём одна копия, видимо, сделана самим Ралбагом. В библиотеке практически нет философских произведений древнегреческих авторов, даже в переводе, хотя есть сочинения по математике и астрономии. Скорее всего, Ралбаг не знал и древнегреческого.
По некоторым сведениям, Герсонид был женат на своей двоюродной сестре, про детей ничего не известно.

## Философия и богословие

Титульный лист книги Герсонида «Войны Господни». Издание Рива-ди-Тренто, 1560.

Ралбаг прославился как выдающийся еврейский богослов, хотя не занимал какой-либо официальной раввинской должности. Он был убеждённым сторонником философии Аристотеля, с которой был знаком по изложению Аверроэса. Его комментарии к Аверроэсу, написанные между 1319 и 1324 годами, до сих пор не опубликованы.
Главный труд Ралбага называется «'מלחמות ה» (Milkhamot Adonai, рус. Войны Господни). Этот многотомный труд был написан в 1317—1329 годах. В нём Ралбаг доказывает, что философия Аристотеля не противоречит иудейской традиции, и утверждает, что Священное Писание и рационализм вполне совместимы, а Господь не требует от человека ничего, что противоречило бы разуму.
В отличие от Маймонида, не подчеркивавшего приверженность философии Аристотеля, Герсонид декларирует её открыто. Возможно, что именно это привело к меньшей популярности книг Герсонида по сравнению с Маймонидом. Другое отличие от Маймонида — отсутствие таинственности, Герсонид нигде не намекает на скрытое, эзотерическое знание, а, наоборот, заботится, чтобы читатель все усвоил.
Во введении к «Войнам Господним» Ралбаг перечисляет основные философские проблемы, разобранные в труде:
1. Имеет ли рациональная душа, не достигшая полного совершенства, посмертную жизнь, и если да, бывают ли разные уровни бессмертия души?
2. Знание будущего, приходящее к человеку во сне или пророчески, приходит в силу потребности в этом знании или случайно? Если не случайно, какова причина и как она действует?
3. Знает ли Бог существующие вещи, и если да, какова природа этого знания?
4. Существует ли божественное провидение для отдельных людей, групп и человечества в целом?
5. Каковы причины и происхождение движения небесных сфер?
6. Является ли мир вечным или был сотворён? Каким образом?

В том же труде Ралбаг разбирает ещё два вопроса — чудеса и критерий, по которому можно определить истинного пророка, и приводит список атрибутов Бога; при этом первыми фигурируют атрибуты, играющие также центральную роль у более позднего еврейского философа Хасдая Крескаса, — радость и любовь. Интересна принципиальная позиция Ралбага, что все тезисы книги базируются на доводах разума, а не на тексте Торы.

Обложка комментария Ралбага к книге Бытия. Маале-Адумим, 2002.

Изложенные в «Войнах Господних» взгляды вызвали резкую критику тогдашних иудейских духовных авторитетов и были объявлены еретическими. Впрочем, другое сочинение бен Гершома — нравоучительный комментарий к Танаху «תועליות» (To’aliyoit, рус. Полезные нравоучения) — получило их одобрение. Комментарий Ралбага к Торе был впервые напечатан в 1476 году, стал одной из первых еврейских печатных книг и многократно переиздавался. Комментарии к другим книгам Танаха (еврейской Библии), создававшиеся между 1325 и 1338 годами, имеют разный стиль в соответствии с содержанием библейских книг. В одних он более занимается филологией («Иов», «Екклезиаст»), в других — аллегорией («Песнь песней»), в третьих — нравоучением («Рут», «Эстер») и так далее. Именно эти нравоучительные части были изданы отдельно в двух томах под названием «ивр.  תועליות (To'aliyoit, Полезные нравоучения)‎».
Из собственно раввинистического наследия Ралбага, помимо перечисленного, сохранились два респонса, пародийное выступление на Пурим и три молитвенных стихотворения («Пизмоним»). Комментарии Ралбага к талмудическому трактату «Брахот» не сохранились.

### Индивидуальное бессмертие души
Ралбаг, так же как и Маймонид, и многие другие перипатетики считали, что бессмертие души обеспечивается высшими понятиями, которые человеку удаётся внести в свою душу в течение жизни. Это происходит с помощью Активного Интеллекта, который у Ралбага не совпадает с Богом, а эманируется из всех девяти отделённых интеллектов: 
Ясно, что приобретённый интеллект есть усовершенствование материального интеллекта с помощью Активного Интеллекта.
 В связи с этим возникала известная трудность, упоминаемая Аверроэсом и Ибн Гебиролем, — получается, что бессмертная душа не имеет индивидуальности. По Аверроэсу, материальный интеллект есть часть общего для всех Активного Интеллекта, а посему не может иметь индивидуации. Ралбаг отвергает эту теорию и отвечает на это так:
Часть знания, которой обладают и Реувен, и Шимон, всё же отличается в них, как и другое общее. Так, например, совокупность приобретённого интеллекта Реувена отличается от совокупного приобретённого интеллекта Шимона.
 То есть, поскольку количество знаний и их связь у разных людей различны, их души тоже будут отличаться. По-видимому, Ралбаг считает, что и самосознание будет тоже сохранено и будет сопровождаться чувствами наслаждения и радости при созерцании приобретённого знания.
Активный Интеллект, по Ралбагу, стимулирует приобретение знаний или распространяет знания в материальном интеллекте, и бессмертие души не требует слияния с Активным Интеллектом, что рассматривается некоторыми исследователями как защита философии от мистики. Своеобразие системы Ралбага в том, что понятия, дающие бессмертие, не обязательно относятся к метафизике, научные знания тоже вносят вклад в бессмертие души. Таким образом, мировоззрение Ралбага создаёт сильную мотивацию для занятий наукой, а кроме того, делает передачу и распространение знаний моральной обязанностью философа. И, наоборот, в вопросе теодицеи Ралбаг указывал в комментарии к книге Иова, что человек может страдать за грехи, неизвестные ему, в частности, за то, что недостаточно стремился приобрести познания.

### Знание Бога и управление
В вопросе, каким именно знанием деталей о мире обладает Бог, Ралбаг проводил среднюю линию. Бог знает больше, чем только  о видах существ, как утверждал Аристотель, но не знает всех деталей их бытия. Бог знает всё, что можно знать о данном существе из того, что оно принадлежит к данному виду. Это знание не включает в себя, какое именно решение примет человек в будущем, что отличается от позиции Маймонида. Нет, Бог только знает, какие возможности выбора есть у человека, и как он их обычно использует. Ралбага не беспокоил такой подрыв догмата о Божественном всеведении.
В вопросе о том, как Бог управляет миром, Ралбаг мыслит сходно с Маймонидом. Существует общее видовое управление и индивидуальное управление, которое, однако, распространяется только на людей, достаточно усовершенствовавших свой интеллект и качества. Остальные остаются на игру случайностей или небесных тел, но им дан разум, чтобы избежать бед. Зло никогда не исходит от Бога, а только от материи.
Ралбаг отверг теорию эманации, что Божественное влияние переходит от Бога вниз через отделённые интеллекты. По Ралбагу, все отделённые интеллекты сотворены Богом одновременно и не имеют друг к другу никакого отношения. Он отверг также идею Аверроэса, что Бог влияет на мир исключительно через вращение сферы звёзд. Весь мир подчинён Божественному замыслу, и управление есть по сути продолжение творения.

### Основы веры
Ралбаг следует Маймониду в том, что Писание нельзя понимать буквально, философские предпосылки должны предшествовать прочтению. С другой стороны, Ралбаг считал, что полагаться на философов можно, только когда их учение соответствует фундаментальным принципам Торы (Комментарий к Книге Притч):
Преклони ухо своё к словам Мудрецов — это изучение философии, но обращай внимание на мудрость мою — не полагайся целиком на философов, кроме как они согласуются с фундаментальными принципами, сообщаемыми Торой.
 Тем самым, Герсонид обходит вопрос, зачем вообще необходимо Откровение, если его надо проверять разумом.
Ралбаг, в отличие от Маймонида, не дал списка фундаментальных основ, поэтому исследователи пытались собрать из сочинений Ралбага то, что он называет «краеугольные камни» (ивр. פינות (pinnot)‎), «корни» (ивр. שורשים (shorashim)‎) или «фундаментальные принципы» (ивр.  יסודות התורה(yesodot ha-Tora)‎).
Первоначально насчитали 7 принципов, некоторые из которых, очевидно, идут от Маймонида. Более поздние исследователи расширили количество принципов до 22. Среди них маймонидовские: существование Бога, его единство, неизменность и вечность Торы. Есть также и такие, которые Маймонид не включил в свой список: сотворение мира, наличие свободы воли у человека. И наконец, чисто философские: Бог эманирует добро в мир на основе благости и милосердия, а не необходимости; события в подлунном мире вызываются движением небесных сфер. Некоторые из этих принципов важны только как опора для других.

### Imitatio Dei
Представление о том, что человеческая этика включает в себя принцип подражания Богу (лат. Imitatio Dei), появляется уже в еврейской Библии. Древние еврейские источники говорят, как правило, о подражании действиям Бога. Маймонид считал, что человек подражает Богу, когда сам достигает интеллектуального совершенства и помогает другим приобрести хорошие качества. В отличие от него, Ралбаг полагал, что подражание Богу — приобретение интеллектуального совершенства и помощь другим в достижении интеллектуального совершенства, а не только высоких моральных качеств. Тем самым, интеллектуализм Ралбага получается более последовательным, чем у Маймонида. На практике это выражается у Ралбага в двух вещах: написание книг и призывы к другим учёным к обмену знаниями. 
Более того, не подобает оставлять только для себя знания, которые некто приобрёл. Это будет вопиющей неблагодарностью. В самом деле, вся Вселенная произошла от Господа, не принеся ему никакого особенного преимущества, поэтому подобает любому, кто как-то продвинулся к совершенству, поделиться совершенством с другими. Таким образом он подражает Богу настолько, насколько он может.
(Предисловие к «Войнам Господним»)
Тем самым, научное сотрудничество приобретает у Ралбага не только утилитарную или моральную, но и религиозную мотивировку.

### Проблема атрибутов Бога
Проблема, которой много занимались в средние века, — есть ли у Бога позитивные атрибуты, а именно, как понимать в отношении Бога такие слова как «милосердный», «добрый» и тому подобное. Крайнюю позицию в данном вопросе занимал Маймонид. Он считал, что все слова, которые применяются к Богу и к кому-нибудь ещё, есть просто пары чистых омонимов, пары слов, совпадающих в звучании и написании, но имеющих разный смысл. Соответственно, все места, где Танах применяет к Богу эпитеты, надо считать чистыми метафорами, нет и не может быть ни аналогии, ни уподобления между Богом и кем-либо или чем-либо другим.
Ралбаг отверг этот подход Маймонида. По Ралбагу, мы можем применять по отношению к Богу позитивные атрибуты, необходимо только понимать, что слова, применённые к Богу, имеют несколько другое значение, чем когда они используются по другому поводу. Ралбаг приводит список таких традиционных атрибутов: сущий, благой, вечный, всезнающий, единый и другие.

### Сотворение мира
Ралбаг должен был выбрать одну из главных теорий происхождения мира, перечисленных Маймонидом: вечен (по Аристотелю), из первоматерии (по Платону) или из ничего (по книге Бытия). Ралбаг приходит к заключению, что сотворение ex nihilo противоречит физике, и принимает платоническую позицию. При этом он различает «первобытное вещество», непостижимое и не имеющее никакой формы и движения («воды» в начале книги Бытия), и «первовещество», которое потенциально способно принимать форму («тьма» в книге Бытия). Первовещество играет значительную роль в космологии Ралбага, именно оно является жидкостью («вещество, не сохраняющее форму»), которая находится между небесными сферами и изолирует их движение друг от друга.
В подтверждение своих тезисов Ралбаг выдвинул группу собственных, весьма сложных доказательств того, что мир был сотворён, в чём одно из существенных отличий теорий Ралбага и Маймонида, — последний считал, что доказать сотворение мира невозможно. Доказательство Ралбага опирается на то, что наличие определённых свойств в телах показывает их сотворённость. Эти свойства он находит как в небесах (например, наличие акцидентов, а также свойств, назначение которых в действии на другие тела), так и в самих пространстве и времени (количественный характер, исключающий возможность бесконечности). Интересно, что некоторые из доказательств Ралбага свободны от антропоцентрических и даже геоцентрических мотивов.

### Комментарий кТанаху
Комментарий Ралбага к Танаху, написанный между 1325 и 1338 годами, оценивается как довольно сухой и несколько прямолинейный, он излагает свои взгляды открыто и уверенно, не прибегая к намёкам и умолчаниям, и не ссылается на мистику или тайны. Ралбаг не затрагивает вопросы, по которым у него нет полной научно-философской картины. Зато он уверенно разрешает вопросы, которые затрудняли Маймонида. Так, сотворение мира может быть доказано, как и то, что исходная материя была вечной. Он считает, что текст Торы ясен и избегает типологических объяснений в духе Нахманида (преддверие будущих событий). Тора рациональна и использует в качестве простого смысла философскую аллегорию, которая устраняет неправильные взгляды и ведёт к правильной космологической картине мира и метафизике, особенно в начале книги Бытия. Вера в рациональную основу Торы привела Ралбага к отрицанию того, что некоторые заповеди могут иметь историческую подоплёку, как это делает Маймонид. Так, жертвоприношения развивают отвлечённое мышление (ивр. התבדלות‎) и помогают дойти до ступени пророчества. Соблюдение заповедей и вера в помощь свыше преодолевают власть природных сил — Израиль победил амалекитян именно благодаря этой вере, несмотря на то, что амалекитяне астрологически вычислили время, благоприятное для их победы.
Некогда комментарий Ралбага к Торе пользовался большой популярностью, о чём свидетельствует большое количество сохранившихся рукописей — около сорока. Рассматриваемый комментарий был издан уже в 1476 году в Мантуе, всего через два года после появления первых печатных изданий на иврите, и был среди первых девятнадцати печатных еврейских книг. Комментарий к Торе, в отличие от комментария к другим книгам Танаха, не вошёл, однако, в распространённое издание 1547 года в Венеции ивр. «מקראות גדולות‎ (Mikraot Gdolot, Большие Писания)" в силу большого объёма и трудного языка (в современных изданиях к комментарию даже даётся глоссарий), а вышел отдельным изданием. Падению популярности способствовало также неприятие философии Ралбага многими еврейскими авторами, особенно Хасдаем Крескасом и Ицхаком Абарбанелем.

Значительная часть комментария Ралбага посвящена галахе (еврейскому закону), где практические детали закона в духе Мудрецов Талмуда выводятся из текста Писания. Во введении ко всему комментарию Ралбаг делает общее заявление, что он будет пользоваться логическими правилами вывода, а не герменевтическими правилами рабби Ишмаэля из Талмуда.
И вот при описании заповедей и их корней, из которых вытекают все законы, прояснённые талмудической мудростью, мы не будем иметь обыкновение примыкать эти законы к тем же стихам Писания, что использовали Мудрецы Талмуда, пользовавшиеся по своему обычаю тринадцатью правилами толкования Торы. А то, что они примкнули истинные и принятые по традиции законы именно на те стихи, это только использование их в качестве намёка и опоры, а не в качестве истинного вывода из тех мест. И уже смогли люди вывернуть все законы Торы, пользуясь теми приёмами, так что «смогли объявить чистым нечистое пресмыкающееся». Но мы примкнём их к простому смыслу стихов Писания, которые позволят вывести их, и это даст спокойствие душе. И это не является отступлением от взглядов Мудрецов Талмуда, ибо и они не считали, что выводят эти законы, а полагались на традицию передачи вплоть до учителя нашего Моисея, и они стремились найти намёк в стихах Писания, как упомянул наш учитель (Маймонид) в предисловии к «Комментарию к Мишне» (Корень второй). А то, что мы опираемся на простой смысл стиха, приносит большую пользу, ведь мы легко можем запомнить стихи Писания вследствие постоянного чтения, и если объяснения заповедей будут вытекать из простого смысла стихов, мы будем помнить и детали заповедей, как помним и сами стихи.
 В предисловии Ралбаг даёт девять собственных логических правил вывода, для которых он вводит особый термин на иврите: «ивр. מקומות‎ (mekomot, места)», что соответствует греческому термину «topica» у Аристотеля. К каждому логическому фрагменту текста Ралбаг делает три вида комментариев, обычно каждый в отдельной части: трудные слова, общее течение изложения и дидактические заключения под названием «ивр. תועליות‎ (toaliyot, полезные выводы)», последние могли относиться к области убеждений, свойств характера и заповедей. При объяснении слов Ралбаг предпочитает использование контекста, а не этимологии. Не исключено, что интерес к выводу законов галахи из Торы был связан с постоянными нападками на Талмуд со стороны католической церкви, сопровождавшимися иногда и сожжением Талмуда.
В комментарии к повествовательной части Писания Ралбаг в значительно большей степени, чем Маймонид, придерживается взгляда, что истории Танаха следует понимать как реальные события. Так, он понимает явления ангелов к Аврааму буквально, а не как сновидения. Только в тех случаях, когда прямой смысл философски невозможен, Ралбаг прибегает к аллегории. Например, невозможно представить, чтобы Бог сотворил коварного змея, поэтому змей толкуется аллегорически, хотя сам райский сад и Ева означают всё-таки реальные объекты.

## Натуральная философия

### Небо и земля
Как уже говорилось, Ралбаг считал небесные явления причиной земных. Поскольку земная теплота, как тогда считалось, относится только к четырём земным элементам и не имеет отношения к Солнцу, Ралбагу надо было объяснить, как Солнце греет Землю. По его мысли, существует сродство между Солнцем и элементом огонь. Именно поэтому, чем ближе Солнце к Земле, тем теплее, так как близость Солнца вызывает движение огня на Земле. Точно так же существует сродство между Луной и элементом вода. Ралбаг признаёт также влияние других небесных тел на Землю, что является астрологией, которую Ралбаг поставил на аксиоматическую основу. Так, чем ближе находится небесное тело к Земле, тем сильнее его воздействие. Надо учитывать также близость тел к зениту, длительность его положения в определённой позиции, а также взаимное положение тел и звёзд.

### Теория движения
Ралбаг отверг представления Аристотеля, что для движения земных тел им необходим постоянный двигатель. Он утверждал, что в некоторых случаях двигатель не требуется, например, падающее тело будет продолжать падать с растущей скоростью, пока земля не остановит его. Тем самым, Ралбаг отказался от определения инерции по Аристотелю, что она ограничивается сопротивлением любому движению. Соответственно опровергается и доказательство Аристотеля о необходимом существовании Перводвигателя, доказательство столь подробно изложенное и Маймонидом. Он также пересмотрел теорию Аристотеля о естественных местах тяжёлых и лёгких тел (см. ниже). Тем самым, по мнению многих исследователей, Ралбаг принял участие в постепенном отходе от аристотелевской механики к Декарту и Ньютону, хотя и не был так радикален как Оккам или Хасдай Крескас.
Бен Гершом, как и многие другие, стремился объяснить действие магнита, явно противоречащего учению Аристотеля. Ралбаг не принял объяснение Аверроэса, что из магнита выходят невидимые частички, которые подталкивают железо. Объяснение самого Ралбага заключается в том, что в магните таится какая-то особая природная сила, которая действует на железо.

### Природа времени, конечность, непрерывность
Ралбаг считал, что мир сотворён, и даже выдвинул собственное доказательство, в то время как, по мнению Аристотеля, мир существовал всегда. Из этого вытекают расхождения мнений этих двух авторов о природе времени: конечно ли время, непрерывно и существует ли оно вне тел. Так, по Ралбагу, время может быть рассматриваемо и отдельно от субстрата, и в нём. Аргументом за отделение времени от субстрата является то, что время одинаково для всех объектов. Кроме того, Ралбаг, в отличие от Аристотеля, считал, что прошедшее актуально, и только будущее потенциально. Как прошедшее может быть потенциальным, спрашивает Ралбаг, если все его события уже произошли? А коль скоро прошедшее актуально, оно не может быть бесконечно, стало быть, существовало не всегда. А из того, что время количественно и измеримо, Ралбаг выводит, что оно было создано. В общей сложности, Ралбаг выдвинул более десяти доказательств конечности времени.
Подобно Маймониду и Хасдаю Крескасу, Ралбаг выступал против атомизма, он пытался дать решение парадоксам Зенона о движении и делении, отличное от аристотелевского — в духе различения между разными видами бесконечного деления, что получило высокую оценку у некоторых авторов. Попутно Ралбаг обсуждает, возможны ли бесконечные числа. Его вывод, видимо, таков, что процесс увеличения числа бесконечен, но само число при этом всегда остаётся конечным. Так же обстоит дело с делением непрерывных величин, что звучит достаточно современно.

### Живая природа
Ралбаг известен, прежде всего, как астроном, тем не менее, стремление к познанию пробудило в нём интерес к живой природе. Так, в комментарии к книге Аверроэса о животных Ралбаг упоминает, как проделывал специальные опыты, чтобы проверить утверждения Аверроэса о влиянии почвы на форму ростков. В самом факте проведения опытов сказался эмпиризм Ралбага.
Ралбаг замечал, что трудно исследовать тонкие детали тел животных, и предложил использовать приспособления, «которые показывают вещи крупнее, чем на самом деле, вроде сжигающего зеркала (ивр. מראה שורפת (mar'a sorefet)‎)». Предложение осталось, по-видимому, не воплощённым и забытым, и микроскоп был изобретён гораздо позже.

## Астрономия и космология
Пятый из шести разделов книги Ралбага «Войны Господни» в 136 главах был посвящён астрономии и её натурфилософским и метафизическим основам. По указанию папы Климента VI астрономический раздел был переведён августинским монахом Петром из Александрии на латинский язык (1342) и пользовался большим авторитетом среди европейских ученых; им интересовался, например, Кеплер, который искал полную рукопись этого тома. По некоторым сведениям, в переводе принял участие и брат Леви бен Гершома Соломон. Эта часть книги, однако, до сих пор не напечатана ни на иврите, ни на латинском. Сам Ралбаг упоминает об интересе к его исследованиям в окружении папы; по некоторым сообщениям, упомянутый Климент VI, планируя реформу календаря, опирался на исследования Ралбага.
В отличие от Маймонида и многих других, Ралбаг считал, что астрономическая теория должна сочетать в себе и математику, и натуральную философию. И вообще разные науки составляли в его учении единое целое, которое должно проверяться наблюдениями.
Совершенное астрономическое исследование должно принадлежать к двум наукам — математике, так как используются геометрические доказательства, и натуральной философии, так как используются физика и философские доказательства.
Другая особенность взгляда Ралбага на науку состояла в том, что он был далёк от инструментализма и верил в способность человеческого разума постичь истину, а не просто придумать объяснение явлений или даже способ расчёта. Историк Фройденталь назвал это реалистической эпистемологией, из которой вытекают и другие особенности взглядов Ралбага.
Астрономия, по Ралбагу, приносит большую пользу другим наукам и, в конечном счёте, ведёт к постижению Бога.

### Основные принципы космологии
Ралбаг следовал геоцентрической системе мира, разработанной ранее Аристотелем и Птолемеем, но существенно модифицировал их учения. По его мнению, Земля находится в центре мира не потому, что там её естественное место, а просто потому что она тяжелее всех окружающих её тел. Вообще, любое тело движется вверх, если оно окружено более тяжёлыми телами, и вниз, если его окружают тела более лёгкие. Это положение Ралбаг обосновывает посредством нескольких мысленных экспериментов. Например, если смешать воду и землю в сосуде, расположенном в воздухе (то есть там, где Аристотель предполагал естественное место элемента воздуха — выше естественного места воды), то вода будет двигаться вверх, удаляясь от места, которое Аристотель считал её естественным местом. Естественное место элемента, по терминологии Ралбага, — это всего лишь место, расположенное ниже всех более лёгких окружающих его элементов, и выше всех более тяжёлых.
Обсуждая возможность вращения Земли вокруг оси, Ралбаг приходит к обычному для того времени выводу, что Земля покоится, а небо движется. Предметом его рассмотрения была гипотеза, согласно которой все движения, наблюдаемые на небесах (а не только суточное вращение небосвода), относятся к Земле. По его мнению, если бы двигалась только Земля, мы не видели бы изменения относительного положения небесных тел, а, стало быть, небесное движение существует. Ралбаг приводит этот аргумент даже в комментарии к Торе:
Дополнительная храмовая жертва на новомесячье приносилась в тот день, когда видели новую луну. И обновление луны указывает на движение на небе, и это показывает ошибочность взгляда, что небеса покоятся, а земля совершает суточное движение, как думали люди. Потому что тогда луна и солнце всегда находились бы в одинаковом взаимном положении, а мы видим обратное, так как каждый месяц луна встречает солнце, а затем постепенно удаляется от него, а потом они снова начинают сближаться. И так же обстоит со светом луны, который постепенно прибавляется, затем ослабевает, пока не исчезнет, а потом появляется снова, когда появляется новая луна. Отсюда с неизбежностью вытекает, что небо двигается. А поскольку для каждого движения требуется двигатель, значит и у небес есть двигатель, и так мы узнаём о существовании отделённых интеллектов.
И от движения звёзд есть большая польза, так как понятно, что есть перводвигатель, и это Бог. И именно поэтому Исаак молился перед заходом солнца, ибо именно в этот момент людям ясно, что солнце движется, и отсюда вытекает, что у него есть двигатель. И по той же причине Авраам молился после восхода солнца, так как влияние солнца известно всем, и в древности многие ошибочно принимали солнце за божество. И именно поэтому избрали наши святые отцы такие времена молитв, когда ясно, что солнце двигается, так как каждый день оно восходит в другом месте, чем в предыдущий день… А если бы Земля вращалась, а небеса покоились бы, этого бы не происходило, — солнце всходило и заходило бы каждый день в одном и том же месте… И так же Яков молился после захода солнца, так как все звёзды двигаются одной причиной — Богом.
Ралбаг подробно рассмотрел возможность существования других миров. Большинство из доводов против этой возможности, принадлежащих Аристотелю, показались ему неубедительными. Однако непреодолимым ему показался аргумент, согласно которому существование иных миров влечет за собой существование разделяющей их пустоты. Таким образом, он остался сторонником представления о том, что наш мир является единственным.
Как и подавляющее большинство средневековых мыслителей, Ралбаг разделял мнение Аристотеля, что небесные сферы приводятся в движение духовными сущностями — интеллектами. Однако он отошёл от одного из основных принципов средневековой космологии, что движение распространяется только от внешних небесных сфер к внутренним. По его мнению, всего существует 48 интеллектов, а над ними — Активный Интеллект, осуществляющий связь с Богом. Ралбаг допускал распространение движения от центра к окраинам, что нарушало принятую в средневековье иерархию интеллектов.
При этом сфера неподвижных звёзд находится в иерархии выше других сфер, так как от неё происходит движение предметов на земле, приходится предположить, что эта сфера обладает более сложным движением, чем простое вращение. Сферы и звёзды состоят из одного материала — квинтэссенции, при этом звёзды светятся не в силу своего несовершенства, а в соответствии со своим предназначением.

### Теоретическая астрономия
Ралбаг провёл последовательный анализ системы Птолемея, привлекая аргументы из наблюдений, натурфилософии и математики, что было довольно необычным сочетанием. Он отверг как теорию гомоцентрических сфер Ал-Битруджи, так и теорию эпициклов Птолемея. Первая из них (предполагающая, что Земля находится точно в центрах окружностей, по которым движутся светила) опровергается изменениями угловых размеров небесных тел. Эпициклы предполагают, что в их центре должны быть твёрдые тела, а никто никогда не видел, чтобы они что-либо затмевали. Кроме того, при эпициклах была бы видна обратная сторона Луны. По мнению Ралбага, теорию движения планет необходимо строить на основе модели эксцентров.

Ближняя к Земле часть космоса по представлениям Ралбага. В центре — Земля, затем слой метеоров, затем Луна, затем Меркурий. Между сферами планет находится жидкость

В его теории эксцентрические сферы не прилегают плотно, а отделены слоем жидкости. Свойства этой жидкости сходны со свойствами обычных земных жидкостей; здесь имеет место отход от представлений Аристотеля, что небесные и земные вещества имеют разную природу. Скорость течения космической жидкости меняется в пространстве таким образом, что между двумя сферами, относящимся к разным планетам, существовал слой, где скорость течения равна нулю. Цель такого закона изменения скорости жидкости заключалась в том, что он изолирует сферы друг от друга. Другой целью было размещение центра вращения сфер внутри объекта, скорость вращения которого равна нулю. В соответствии с общепринятыми тогда взглядами (основанными на физике Аристотеля в интерпретации Аверроэса) он полагал, что центр вращения каждой небесной сферы должен находиться внутри неподвижного объекта, который как бы служил телом отсчёта, относительно которого отмеряется вращение. Ещё у Маймонида было возражение против птолемеевых эксцентров, что центр вращения, скажем, сферы Юпитера расположен не в неподвижной Земле, а внутри сферы Марса, которая сама вращается. Введя неподвижный слой жидкости, Ралбаг достигал того, что центр вращения каждой сферы оказывался внутри неподвижного тела — слоя жидкости, текущего с нулевой скоростью.
Основываясь на своём законе изменения скорости течения космической жидкости, Ралбаг разработал теоретический метод вычисления космических расстояний. При этом он склонялся к варианту расположения светил, предложенному Джабиром ибн Афлахом (в порядке удаления от Земли: Луна — Солнце — Меркурий — Венера — Марс — Юпитер — Сатурн — неподвижные звёзды). Согласно его оценке, сфера неподвижных звезд удалена от нас на 157 триллионов радиусов Земли, что составляет около 100 тысяч световых лет. Это была самая большая оценка размеров мира, данная в средние века.

### Наблюдательная астрономия
В отличие от многих других учёных, при построении теории движения планет, Солнца и Луны Ралбаг опирался на многочисленные собственные измерения. Он описал около десятка затмений, а также много других небесных явлений, наблюдавшихся им лично. Так, Ралбаг описывает соединение Венеры и Юпитера, которое он наблюдал в городе Авиньон, тогдашней резиденции римского папы. Ещё более необычным для средневековой науки было проведение специальных наблюдений за Луной для проверки того, какая модель её движения адекватнее. Ралбаг изобрёл специальный инструмент для измерения угловых расстояний между небесными телами — «посох Якова» (лат. Baculus Jacob), использовавшийся с некоторыми усовершенствованиями в течение столетий; им, например, пользовался Региомонтан. Сам автор изобретения называл его «ивр. מגלה עמוקות (megalle ‘amuqqot, открывающий глубокое)‎», дал его описание в «Войнах Господних» и даже воспел в стихах. По другой теории, инструмент был изобретён еврейским астрономом Яаковом бен Махир Ибн Тиббоном. Ралбаг пользовался и другими инструментами: камерой-обскурой и усовершенствованной им самим астролябией. Он наблюдал затмения на задней стене большой комнаты, превращённой в камеру-обскуру. Ралбаг первый понял, что при точных измерениях угловых размеров в камере-обскуре необходимо вводить поправку на ширину отверстия, и указал, как это сделать. Вообще, он обращал особое внимание на возможные источники ошибок при астрономических измерениях и не пытался искусственно гармонизировать наблюдаемые данные с античными.
Ралбаг утверждал, что для проверки астрономических гипотез надо учитывать не только положение светил на небе, но и наблюдаемые физические характеристики небесных тел, такие, например, как яркость, которая заметно меняется у Марса и других небесных тел. Таким образом, если до Ралбага астрономия считалась частью математики, то он внёс в астрономию физику. Птолемей доказал, что теории движения Луны по эпициклам и эксцентрам математически эквивалентны, на что Ралбаг возразил, что они не будут эквивалентны физически: при эпициклах должна быть видна и другая сторона Луны, чего не наблюдается (видимый рисунок на поверхности Луны Ралбаг считал реальностью, а не иллюзией).
Ралбаг расширил метод Птолемея для измерения параллакса луны на измерение параллакса комет, что обычно приписывается Региомонтану. Однако, как считал сам Ралбаг, «метод не показал истины» и не выявил искомого параллакса. Только позднее Тихо Браге разобрался с параллаксом комет: Ралбаг не смог его обнаружить, так как считал, согласно Аристотелю, что всё, что меняется, находится в подлунном мире, а на самом деле кометы, как правило, находятся дальше, чем Луна. Видимое отсутствие параллакса привело Ралбага к дополнительному предположению, что гипотетическая межпланетная жидкость имеет особенные свойства в подлунной части мира.
У Ралбага встречаются явно сформулированные элементы теории ошибок измерения, которая была полностью развита Галилеем. Ралбаг поместил их в свой комментарий к книге притчей Соломоновых, там среди прочего упоминается важность многократного повтора наблюдений.

### Теория движения луны

Иллюстрация, показывающая как вычислять поправки к положению луны, из парижской рукописи на иврите книги Ралбага «Войны Господни»

Проведя множество измерений положения луны, её углового размера и многих других параметров, Ралбаг пришёл к выводу, что система Птолемея хорошо описывает положение луны в сизигиях и квадратурах, но имеет заметные ошибки в определении луны и её видимого размера в октантах (промежуточных точках между сизигиями и квадратурами). Это привело Ралбага к разработке новой модели лунного движения по эксцентру, которая включала в себя месячное изменение расстояния до луны. Последнее открытие (т. н. третья вариация) обычно приписывается Тихо Браге, который действительно независимо пришёл к тому же выводу, а также нашёл четвёртую, годовую вариацию.

## Математика и логика
В трактате «Дело вычислителя», завершённом в 1321 году, когда автору было 33 года, Ралбаг первым в Европе вывел основные комбинаторные формулы для подсчёта числа сочетаний, перестановок и размещений. Для их доказательства он применяет математическую индукцию и вплотную подходит к выделению индукции в отдельный метод, хотя окончательное оформление этого метода обычно приписывается Паскалю. Помимо этого, в книге описываются известный алгебраический метод извлечения квадратного корня, новый аналогичный метод извлечения кубического корня, несколько теорем и доказывается ряд алгебраических формул: вычисления сумм последовательных чисел от единицы до данного числа, суммы квадратов, суммы кубов.
В книге «Комментарии к введениям книги Евклида» содержится первая в Европе попытка доказательства V постулата Евклида. Герсониду было известно доказательство Ибн ал-Хайсама, поскольку комментарии последнего к «Началам» Евклида были переведены на древнееврейский язык Самуилом ибн Тиббоном в 1270 году. Как и многие другие авторы до Лобачевского, Ралбаг заменил V постулат другим постулатом, эквивалентным евклидовскому, однако, в отличие от Ибн ал-Хайсама и других, сделал это явно и осознанно.
Аксиома, которую Ралбаг предложил взамен пятого постулата, гласит: «линия, которая наклонена, приближается с той стороны, с которой образуется острый угол». Более строго её можно сформулировать так: если две прямые пересекаются третьей, и сумма односторонних внутренних углов меньше двух прямых, то две исходные прямые сближаются с этой стороны, причём (что важно) на всём их протяжении в эту сторону. Эту формулировку аксиомы Ралбаг считал более наглядной и очевидной, чем евклидовскую, так как она, по его мнению, вытекает из интуитивного смысла слова «наклонена». Отметим, что из аксиомы Ралбага сразу следует, что если две прямые сближаются в одном направлении, то они удаляются в противоположном направлении (и также на всём протяжении). Помимо этого, Ралбаг сформулировал и применил в своём доказательстве «аксиому Архимеда» . Само доказательство начинается с опровержения предположения, что существует четырёхугольник, все углы которого — острые; Ралбаг показывает, что тогда продолжения его противоположных сторон удаляются одна от другой в обе стороны, что противоречит его аксиоме. Далее он доказывает существование прямоугольника, а отсюда сразу следует справедливость пятого постулата. Историки науки считают, что Ралбаг внёс важный вклад в представление о независимости пятого постулата.
В трактате «О синусах, хордах и дугах», переведённом на латинский язык в 1342 году (это была одна из первых европейских книг по тригонометрии), Ралбаг доказывает теорему синусов. Он составил пятизначные таблицы синусов. Ралбаг использовал десятичную нотацию с цифрой 0, но вместо остальных цифр использовались буквы иврита.
Епископ города Мо Филипп де Витри, музыковед-любитель, заказал Леви бен Гершому сочинение «О гармонических числах», которое было завершено в 1343 году и касалось чисел вида {\displaystyle 2^{n}3^{m}}. Леви бен Гершом дал в этом труде решение «проблемы Филиппа де Витри» — он доказал, что существуют только четыре пары последовательных таких чисел: (1,2)(2,3)(3,4)(8,9). Это довольно короткое сочинение было немедленно переведено с иврита на латинский и сохранилось под названием «лат. De Numeris harmonicis».
Ралбаг написал два комментария по логике к Аверроэсу и составил отдельное сочинение о правильных силлогизмах. Сочинения были оценены современниками, например, Моше Нарбони характеризует Ралбага как логика.

## Астрология
Увлечение астрологией было, как известно, широко распространено в то время среди учёных, хотя отдельные мыслители, такие как Маймонид относились к астрологии весьма скептически. В частности, Ралбаг в рамках своей физической теории описывал влияние на Землю не только Солнца и Луны, но и других тел, особенно планет. В этом Ралбаг следовал Аврааму ибн Эзре, который, в свою очередь был под влиянием багдадского еврея Маш'алла ибн Атари, передававшего представления сасанидской Персии. И Ралбаг, и Ибн Эзра подчёркивали, что для успешной интерпретации событий необходим большой опыт.
В 1339 году Ралбаг написал астрологическую работу по прогнозу сближения Сатурна и Юпитера в 1345 году, до которого сам не дожил. Оригинал дошёл до нас в единственном экземпляре, хранящемся в Кембридже. Работа была немедленно переведена на латынь, причём в этом принял участие Соломон, родной брат Ралбага и личный врач папы. В латинском тексте содержится указание, что работа была выполнена по заказу папы Бенедикта XII. Многие поняли, что астрологический прогноз, сделанный Леви, включал в себя предсказание о приходе мессии в 1358 году. Однако, в комментарии к книге Даниила Ралбаг, хотя и указывает, что делал вычисления мессианского года на основании пророчеств Даниила, но подчёркивает, что это произойдёт в результате Божественного промысла, а не из-за влияния звёзд. Это сочетается с известным талмудическим высказыванием, что «влияние звёзд не распространяется на народ Израиля». Ралбаг предсказал большие бедствия как результат этого сближения. Именно так поняли появление Чёрной Смерти в 1347 году.
Астрология являлась также частью философского мировоззрения Ралбага. Так, даже знание Бога о мире и будущем опирается на знание движения небесных светил, которые созданы специально для влияния на человечество. Впрочем, свободный выбор человека может преодолеть влияние звёзд, хотя это и редко встречается.

## Влияние Ралбага и отношение к нему
Оригинальные и смелые взгляды Ралбага вызвали подозрения в ереси и острую критику, особенно со стороны Хасдая Крескаса. Шем Тов Бен Йосеф Ибн Шем Тов насмешливо называл главный труд Ралбага «Войнами с Господом», то же самое делал Ицхак Арама. Ицхак бен Шешет Перфет (более известен под акронимом РИВАШ) признавал, что Ралбаг хороший талмудист, но утверждал, что некоторые доктрины Ралбага неприемлемы. Свою критику внёс и дон Ицхак Абрабанель. Дальше всех пошёл Иехуда бен Иехиэль Мессер Леон из Италии, запретивший около 1455 года изучение трудов Ралбага вообще. Но и противники Ралбага зачастую использовали его идеи, его цитирует, например, Малбим в комментарии к книге Иова.
Хотя Ралбаг пользовался огромным уважением как учёный и математик, особенно в христианской среде, тем не менее, он оказал относительно малое влияние на последователей. Только сравнительно недавно учение Ралбага нашло себе подобающее место в истории мировой философии, и установлено его влияние на таких философов как Лейбниц и Спиноза. Теперь, когда корпус его основных трудов стал доступен, Ралбага оценили как глубокого и последовательного философа.

## Труды

### Комментарии кТанаху
- לוי בן גרשום (Рабби Леви бен Гершом). Комментарий к Торе = פירוש. — Первопечатное издание. — Мантуя, 1476. — 772 с.
- לוי בן גרשום (Рабби Леви бен Гершом). Комментарий к Торе = פירוש / Барух Бреннер, Кармиэль Коэн. — Маале-Адумим: Иешива Биркат Моше[англ.], 2000. — Т. 1—6 (вышло 5). (недоступная ссылка)
- אלי פריימן וברוך ברנר (Эли Фрайман, Барух Бренер). Комментарий Ралбага к Торе (иврит) = פירוש רלב"ג לתורה : журнал. — מחניים, תשנ"ג. — Iss. גיליון ב—4.
- Леви бен Гершом, перевод на английский — Менахем Келльнер. Комментарий к книге Песнь Песней = Commentary on Song of Songs / Menachem Kellner. — Yale Judaica Series. — Yale University Press, 1998. — 194 с. — ISBN 978-0300071474.
- Леви бен Гершом. Комментарий к Книге Притч = פירוש על משלי. — Leiria, 1492.
- Леви бен Гершом. Комментарий к Книге Иова = פירוש על איוב. — Ferrara, 1477.
- Леви бен Гершом. Комментарий к Пяти Свиткам = פירוש על חמש מגילות. — Riva di Trento, 1560.
- Леви бен Гершом. Комментарий к книгам Эзры, Нехемии и Хроник. — Краков, 1888.
- Леви бен Гершом. Книга о взглядах и морали = ספר הדעות והמידות. — Моралистические выдержки из комментария к Торе. — Варшава, 1865.
- Леви бен Гершом. Моральные уроки = תועליות. — Моралистические выдержки из комментария к Торе. — Riva di Trento, 1559-60.

### Философия
- Рабби Леви бен Гершом перевод на английский Seymour Feldman. The Wars of the Lord = 'מלחמות ה. — Jewish Publications Society, 1984. — Т. 1. — 268 с. — ISBN 978-0827602205.
- Рабби Леви бен Гершом перевод на английский Seymour Feldman. The Wars of the Lord = 'מלחמות ה. — Jewish Publications Society, 1987. — Т. 2.
- Рабби Леви бен Гершом перевод на английский Seymour Feldman. 5-6 // The Wars of the Lord = 'מלחמות ה. — Jewish Publications Society, 1999. — Т. 3.
- Леви бен Гершом. Войны Господа = 'מילחמות ה. — Лейпциг: Карл. Б. Ларк, 5626.
- Рабби Леви бен Гершом. Комментарий к Аверроэсу.

### Астрономия
- Bernard R. Goldstein. Астрономия Леви бен Гершома (1288-1344): критическое издание глав 1-20 с переводом и комментарием = The Astronomy of Levi ben Gerson (1288-1344): A Critical Edition of Chapters 1-20 with Translation and Commentary. — Studies in the History of Mathematics and Physical Sciences. — Springer, 1985. — 310 с. — ISBN 978-0387961323.

### Математика
- Герсонид Лев. Перевод И. Г. Польского, примечания Б. А. Розенфельда. Комментарии к введениям книги Евклида = הגהות לספר אוקלידס. — ИМИ, 1958. — Т. XI. — С. 763—782.
- Леви бен Гершом, перевод на английский — Charles H. Manekin. Логика Герсонида: перевод книги ההקש הישר (Книга правильного силлогизма) рабби Леви бен Гершома с введением = The Logic of Gersonides: A Translation of Sefer ha-Heqqesh ha-Yashar (The Book of the Correct Syllogism) of Rabbi Levi ben Gershom with Introduction. — Springer, 1992. — 364 с. — ISBN 978-0792315131.
- Леви бен Гершом. Сочинение о науке геометрии = חיבור חכמת התשבורת. — Berlin: Hausfreund, 1910.
- Леви бен Гершом. Работа счётчика = ספר מעשה חושב. — Frankfurt am Main: Louis Golde, 1909.